# Idioses
Idioses is een geslacht van vlinders uit de familie van de Houtboorders (Cossidae). De wetenschappelijke naam en de beschrijving van dit geslacht zijn voor het eerst gepubliceerd in 1927 door Alfred Jefferis Turner.
Dit geslacht is monotypisch, dat wil zeggen dat het maar één soort heeft namelijk Idioses littleri Turner, 1927 uit Australië.